# Camerún en los Juegos Olímpicos de México 1968
Camerún estuvo representado en los Juegos Olímpicos de México 1968 por un total de 5 deportistas que compitieron en 2 deportes.

## Medallistas
El equipo olímpico camerunés obtuvo las siguientes medallas:
| Nombre         | Deporte | Competición      |
| -------------- | ------- | ---------------- |
| Oro            |         |                  |
| —              |         |                  |
| Plata          |         |                  |
| Joseph Bessala | Boxeo   | Wélter (67 kg) M |
| Bronce         |         |                  |
| —              |         |                  |